# Johann Holetschek
Johann Holetschek, född 29 augusti 1846 i Thuma, Niederösterreich, död 10 november 1923 i Wien, var en österrikisk astronom.
Holetschek blev 1872 assistent och 1878 t.f. adjunkt och 1879 ordinarie adjunkt vid observatoriet i Wien. Han är bekant för sina undersökningar över kometbanor. En månkrater har uppkallats efter honom.